# Alectra bainesii
Alectra bainesii är en snyltrotsväxtart som beskrevs av William Botting Hemsley. Alectra bainesii ingår i släktet Alectra och familjen snyltrotsväxter. Inga underarter finns listade i Catalogue of Life.